# Autorité bancaire européenne
Pour les articles homonymes, voir ABE et EBA.
L’Autorité bancaire européenne ou ABE (aussi connue sous le nom d'Autorité européenne de surveillance ; en anglais, European Banking Authority ou EBA) a été créée par le règlement (UE) no 1093/2010 du 24 novembre 2010 afin de renforcer le Système européen de supervision financière (SESF, en anglais European System of Financial Supervision, ESFS). Elle existe officiellement depuis le 1er janvier 2011 et succède au Comité européen des superviseurs bancaires (Committee of European Banking Supervisors ou CEBS).
Depuis le 3 juin 2019 son siège est situé dans le quartier d'affaires de La Défense, tour Europlaza, dans la partie ouest de la métropole du Grand Paris, en France. Elle était auparavant située à Londres qu'elle a quitté à la suite du Brexit (Procédure de retrait du Royaume-Uni de l'Union européenne). En 2017, l'Autorité comptait 197 salariés.

## Historique

### CEBS, ancêtre de l'ABE
Le Comité européen des superviseurs bancaires (Committee of European Banking Supervisors ou CEBS) est le système financier européen remplacé depuis le 24 novembre 2010 par l'Autorité bancaire européenne.

### Rapport de Larosière et propositions
Le rapport de Larosière sur la refonte du système de supervision européenne, remis à la Commission européenne et publié en février 2009, prévoyait la création de deux nouvelles entités pour superviser les risques et renforcer la coordination de la supervision des établissements financiers au sein de l'UE.
En septembre 2009, le commissaire européen Charlie McCreevy, chargé de la direction générale (DG) « Marché intérieur et services » de la Commission européenne, publie une proposition de règlement du Parlement européen et du Conseil instituant une Autorité bancaire européenne.

### Adoption de la législation
Les premières discussions se déroulent au sein du Conseil des ministres du 2 décembre 2009, sous la présidence suédoise. Le Conseil dégage alors un accord sur des propositions visant à créer trois autorités européennes pour la surveillance des secteurs de la banque, de l'assurance et des valeurs mobilières, au titre d'une réforme du cadre de surveillance de l'UE à la suite de la crise financière mondiale. Il demande à la présidence d'entamer des négociations avec le Parlement européen en vue de l'adoption des textes en première lecture, de manière à permettre la mise en place du nouveau cadre dès 2010.
Le mois suivant, la Banque centrale européenne rend son avis sur les trois propositions de règlements du Parlement européen et du Conseil instituant une Autorité bancaire européenne, une Autorité européenne des assurances et des pensions professionnelles, ainsi qu’une Autorité européenne des marchés financiers. Elle affirme alors son soutien aux propositions et insiste sur la participation institutionnelle de la BCE au nouveau système de supervision.
Après des mois de négociation, au sein du Conseil d'une part, notamment lors du Conseil Ecofin du 7 juillet 2010, et au sein du Parlement, qui rend un avis en septembre 2009, approuvé par le Conseil en novembre 2010.

### Actions et prises de position
En 2017, le président de l'ABE Andrea Enria se prononce en faveur de la création d'un système de bad bank pour les junk bonds au niveau européen.
Depuis 2019, la Commission Européenne envisage de créer une autorité européenne de supervision de la lutte contre le blanchiment d'argent et le financement du terrorisme. Dans cette optique, l'Autorité Bancaire Européenne se positionne comme favorable à l'accueil de cette autorité et l'exercice de cette compétence, vraisemblablement à partir de 2022 ou 2023.

## Description

### Mission
L'ABE fait partie du nouveau Système européen de supervision financière (SESF) créé en 2010 pour remédier aux carences de la supervision financière, mises en exergue par la crise économique et financière de 2008. L'autorité a pour mission de contribuer à la stabilité et à l'efficacité à court, moyen et long terme du système financier :
- Fournir un niveau de réglementation et de surveillance satisfaisant, efficace et cohérent
- Assurer l'intégrité, la transparence, l'efficience et le bon fonctionnement des marchés financiers
- Renforcer la coopération internationale de la surveillance
- Éviter les arbitrages réglementaires, favoriser des conditions de concurrence égales
- Veiller à ce que la prise de risques de crédit ou autres soit correctement réglementée et surveillée
- Renforcer la protection des consommateurs

Elle doit également s'assurer du fonctionnement cohérent des collèges d'autorités de surveillance, au suivi, à l'évaluation et à la mesure du risque systémique, ainsi qu'à l'élaboration et à la coordination de plans de sauvetage et de résolutions de défaillances. L'ABE est donc en droit de recueillir et d'échanger des informations, de promouvoir des évaluations des risques, ainsi que d'engager et de coordonner des simulations de crises à l'échelle de l'UE, afin d'évaluer la résistance des établissements financiers (stress tests).
L'ABE dispose d'un budget annuel de 38,8 millions d'euros (2017). 1/3 de son financement provient de la Communauté européenne, 2/3 proviennent de caisses d'organes de supervision nationale (ex: ACPR en France). L'ABS emploie 197 salariés (2017), principalement des juristes et des spécialistes du secteur bancaire. Son siège se situe à Londres, mais à la suite de l'enclenchement de la procédure de retrait du Royaume-Uni de l'Union européenne, l'Autorité décide le 20 novembre 2017 de relocaliser ses locaux à Paris,.

### Tâches
Les tâches de l'ABE sont :
- contribuer à la création de normes et de pratiques communes de grande qualité en matière de réglementation et de surveillance, notamment en fournissant des avis aux institutions de l’Union et en élaborant des orientations, des recommandations et des projets de normes techniques de réglementation et d’exécution ;
- contribuer à l’application harmonisée des actes juridiquement contraignants de l’Union, notamment en participant à l’instauration d’une pratique commune en matière de surveillance ;
- coopérer étroitement avec le CERS, notamment en lui communiquant les informations nécessaires à l’accomplissement de ses tâches et en assurant un suivi approprié de ses alertes et recommandations ;
- organiser et mener des examens par les pairs des autorités compétentes, et notamment formuler des orientations et des recommandations ainsi que recenser les meilleures pratiques, afin de renforcer la cohérence des résultats en matière de surveillance ;
- surveiller et analyser l’évolution du marché dans son domaine de compétence, y compris, le cas échéant, les tendances en matière de crédit, en particulier pour les ménages et les PME ;
- procéder à des analyses économiques des marchés afin d'aider l'Autorité à mener à bien sa mission ;
- favoriser la protection des déposants et des investisseurs ;
- publier sur son site internet, et mettre à jour régulièrement, toutes les informations relevant de son domaine d'activité, en particulier, pour ce qui est de son champ de compétence, les informations sur les établissements financiers enregistrés.

## Métriques proposées
- Échelle contractuelle de maturité : En 2014, en addition des métriques LCR et NSFR introduites par l'accord Bâle III, l'ABE a proposé de rajouter à la législation européenne l'échelle contractuelle de maturité (Contractual Maturity Ladder - CML) pour une mise en application théorique dès 2015[14]. Ce ratio, très semblable au LCR, mesure le ratio entre les flux sortant et entrant de manière contractuelle : le scénario n'est pour l'instant pas choqué. Il diffère cependant du LCR calculé sur un mois dans la mesure où le CML est à fournir sur 22 intervalles de temps, allant du jour actuel à une maturité supérieure à 10 ans[15]. Initialement repoussé, car jugé trop lourd pour l'industrie bancaire[16], le CML devrait finalement être mis en place le 1er mars 2018[17].

## Déménagement
Le 3 juin 2019 l'ABE déménage de Londres à Paris.